# La Santa
La Santa, localidad despoblada en el Alto valle del río Jubera, La Rioja, en las laderas del monte Atalaya (1.514 m s. n. m.) de las que manan las fuentes que dan inicio al río Jubera. Valle arriba quedan los despoblados de Ribalmaguillo y La Monjía.
La aldea de La Santa se muestra en lo alto del cerro El Cogote a 1.175 m s. n. m.., bajo el monte Los Riojuelos (1.351 m s. n. m.), en el valle que forma el Arroyo del Pozo, formada por apenas tres calles paralelas, que se acomodan a la orografía del terreno de manera perpendicular a la pendiente, y una principal que las atraviesa, donde la iglesia de la Asunción se alza solitaria sobre el pueblo, 

## Historia

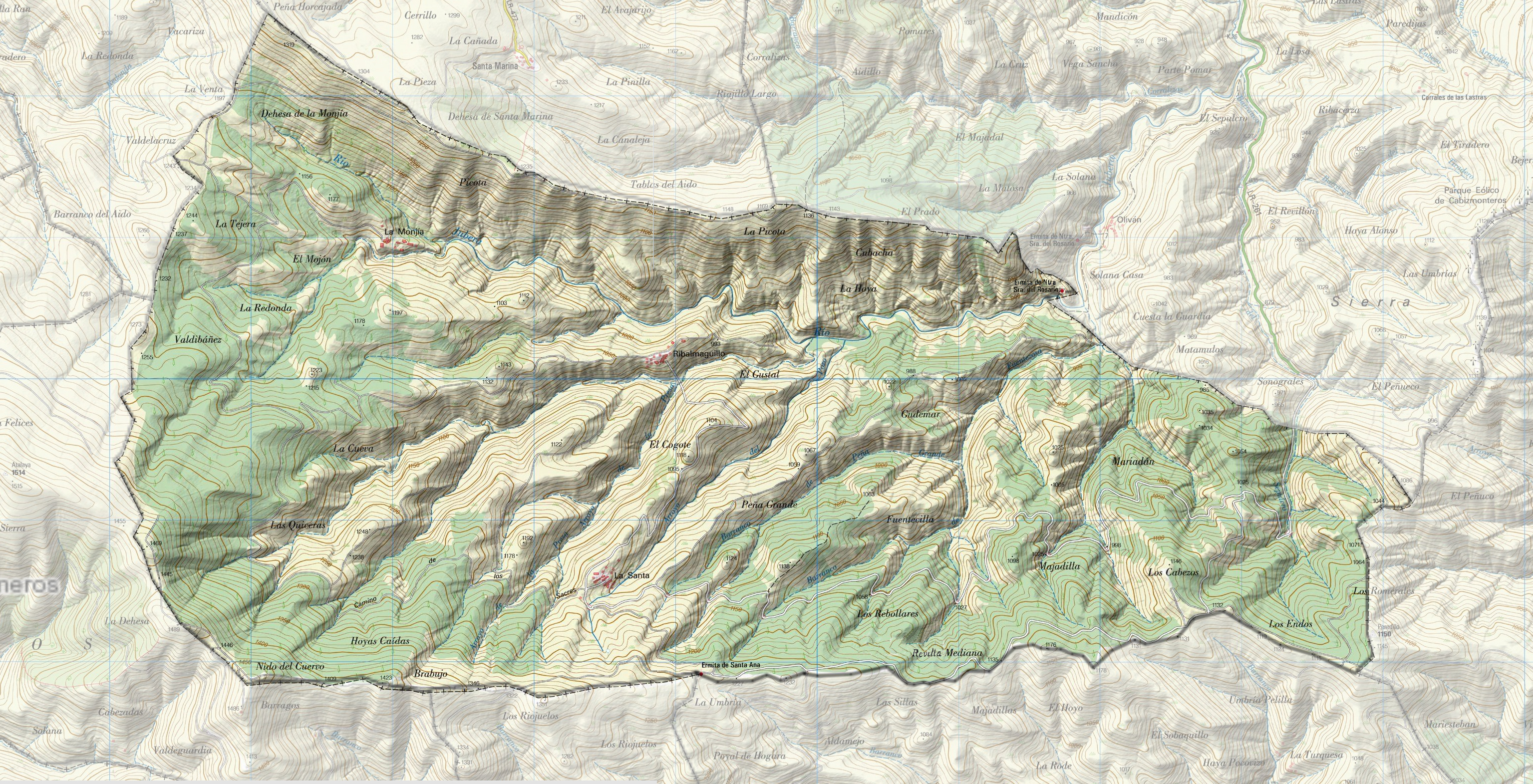
Antiguo término municipal de La Santa (aldeas de Ribalmaguillo y La Monjía, y las dos ermitas).

La Santa está comprendida en el privilegio del Señorío de Cameros del año 1366, cuando este pasa a manos de los Ramírez de Arellano.
Posteriormente sería donada al monasterio de Santa María de Herce, del que las monjas Bernardas ejercían señorío feudal de abadengo y eran quienes ponían alcalde ordinario. En el catastro de Ensenada (1749) se señalaba que la jurisdicción de La Santa tenía 2.700 hectáreas, la habitaban 50 vecinos, el diezmo lo debía pagar al Monasterio de San Prudencio, y los derechos señoriales a las Bernardas de Herce y 5 reales al conde de Aguilar.
En el diccionario geográfico-histórico de La Rioja o toda la provincia de Logroño y algunos pueblos de la de Burgos, realizado por Ángel Casimiro de Govantes en 1846, se dice sobre la Santa que en una iglesia entre Hornillos y La Santa estuvo el sepulcro de San Félix, que en el siglo XVI tenia 50 vecinos y 200 almas y que su producción es de pastos y ganados.
La localidad por tanto tenía ayuntamiento propio (para ella y sus dos aldeas: La Monjía y Ribalmaguillo) hasta 1981, año en que quedó oficialmente despoblada, y el municipio pasó a pertenecer al ayuntamiento de Munilla. El municipio estaba formado por todo el inicio del valle del Jubera, desde su nacimiento en la Dehesa de La Monjía, hasta el cambio de dirección que sufre en el cerro de la Virgen del Rosario, que pasa de tener una dirección oeste-este a sur-norte, dirección que mantendrá hasta su desembocadura en el Leza, y por el conjunto de valles que forman los barrancos y arroyos que nacen en las crestas de la sierra de la Hez, hasta el Jubera.

## Geografía humana

### Demografía
| Gráfica de evolución demográfica de La Santa entre 1842 y 1970 |
| |
| Población de derecho según los censos de población del INE Población de hecho según los censos de población del INEEntre el censo de 1981 y el anterior, este municipio desaparece porque se integra en el municipio 26098 (Munilla) |

En la tabla se muestra la evolución demográfica, por un lado del ya extinto municipio de "La Santa" compuesto por dicha localidad y las aldeas de La Monjía y Ribalmaguillo, siendo los valores comprendidos entre 1857 y 1981 correspondientes a dicho municipio; y por otra parte los valores a partir de 1981 corresponden únicamente a la localidad de La Santa, actualmente perteneciente a Munilla.
El municipio de "La Santa" pasó de tener ayuntamiento propio con dos aldeas a su cargo desde el siglo XIX, hasta quedar completamente despoblado en 1969. Al igual que otras muchas localidades del Jubera, del Alto Cidacos o de los Cameros, la gran emigración a las ciudades que se produjo en las décadas de los 50, 60 y 70, por la falta de servicios, malas comunicaciones (sólo caminos de herradura), la falta de oportunidades laborales y las malas condiciones de vida que había en la sierra, arrastraron a la población de La Santa a emigrar principalmente a Logroño. 
La ausencia de electricidad (nunca llegó a tener tendido eléctrico), la falta de infraestructuras de abastecimiento de agua, alcantarillado y comunicaciones rodadas, sumadas a una política expropiatoria por parte de "Patrimonio Forestal del Estado" para la repoblación de pinos a partir de los años 60, y las sanciones al ganado caprino y ovino por utilizar el pasto de los terrenos de repoblación, acabaron con los sistemas de vida ganaderos de estas localidades, abocándolas a la despoblación.
Posteriormente, hasta finales de los años 70 quedaron vecinos censados aunque no habitaban todo el año, manteniendo algunas de sus casas.
Actualmente la localidad está completamente deshabitada, y a diferencia de otras localidades de los Cameros o del Alto Cidacos que han sido repobladas o rehabilitadas desde la década de los 90 por los antiguos vecinos o por nuevos pobladores, La Santa no ha corrido la misma suerte, permaneciendo completamente despoblado.

## Economía

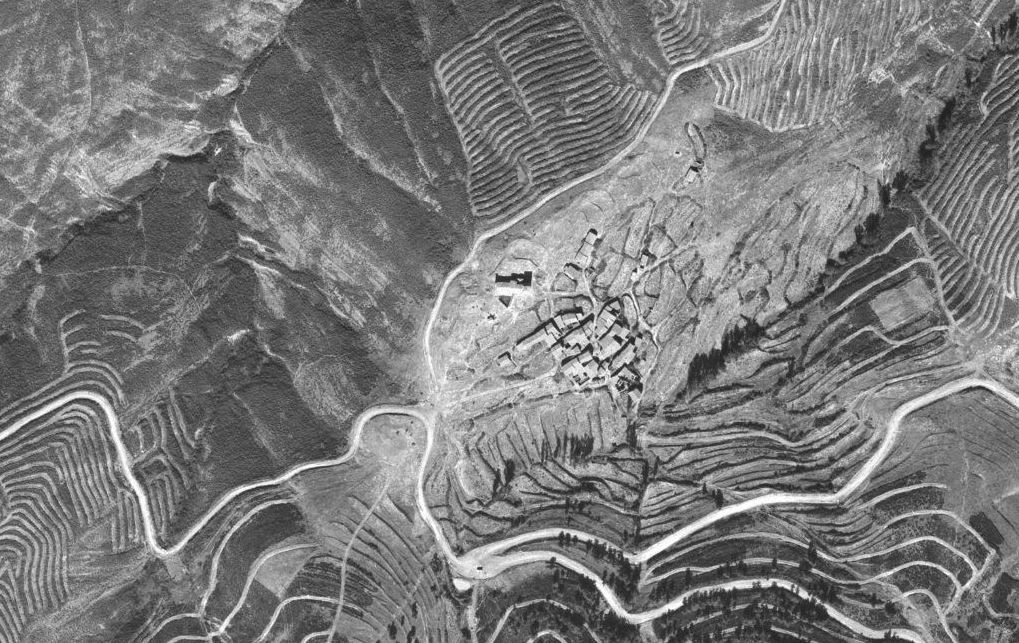
Foto aérea de la localidad de La Santa, a mediados de los años 70 cuando aún estaba habitada. Se observan los cultivos de cereal en terrazas alrededor del pueblo.

La localidad, como toda la sierra de Cameros y el Alto Jubera, se ha dedicado históricamente al pastoreo trashumante, tenían ovejas churras y merinas, cabras y algunas vacas para la labranza. Por la zona también se cazaba algo de caza menor, sobre todo perdiz y codorniz en los campos de cereal que hasta los años 60 cubrían las faldas de estos valles.
Esta pobre economía casi de subsistencia fue la razón principal por la que sus habitantes emigraron durante todo el siglo XIX y más masivamente durante las primeras décadas del siglo XX.

## Accesos
Se accede por la carretera LR-261, que atraviesa el Camero Viejo y que une Robres del Castillo con Munilla. Una vez pasado Robres del Castillo, a 7,3 km de dicha localidad, se abandona la LR-261 para coger un pista forestal que nos conduce por toda la cresta de la sierra de la Hez directamente a La Santa. También se puede acceder desde Arnedo por la LR-115 y LR-484, hasta llegar a la mencionada LR-261.

## Lugares de interés

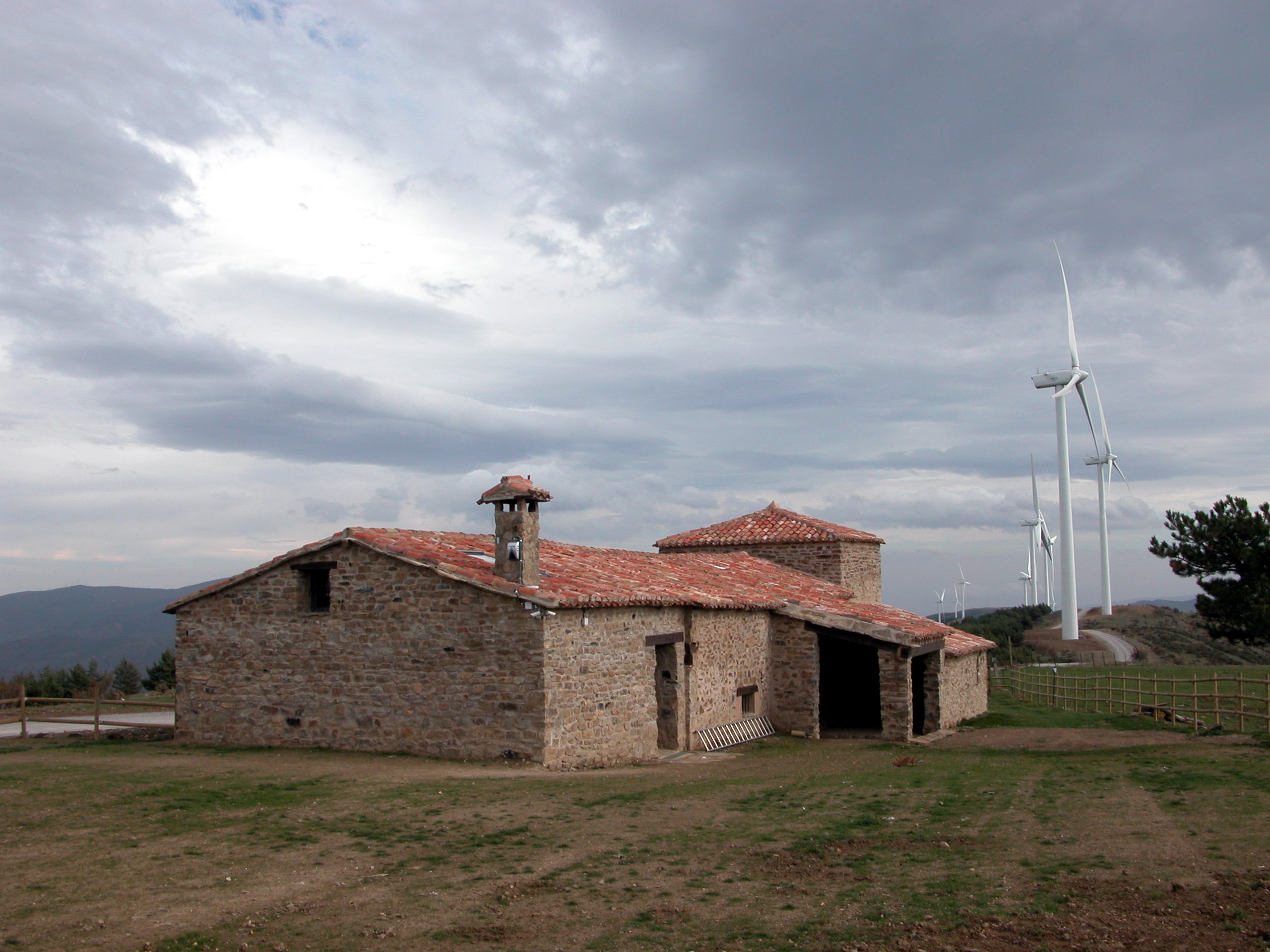
Ermita de Santa Ana.

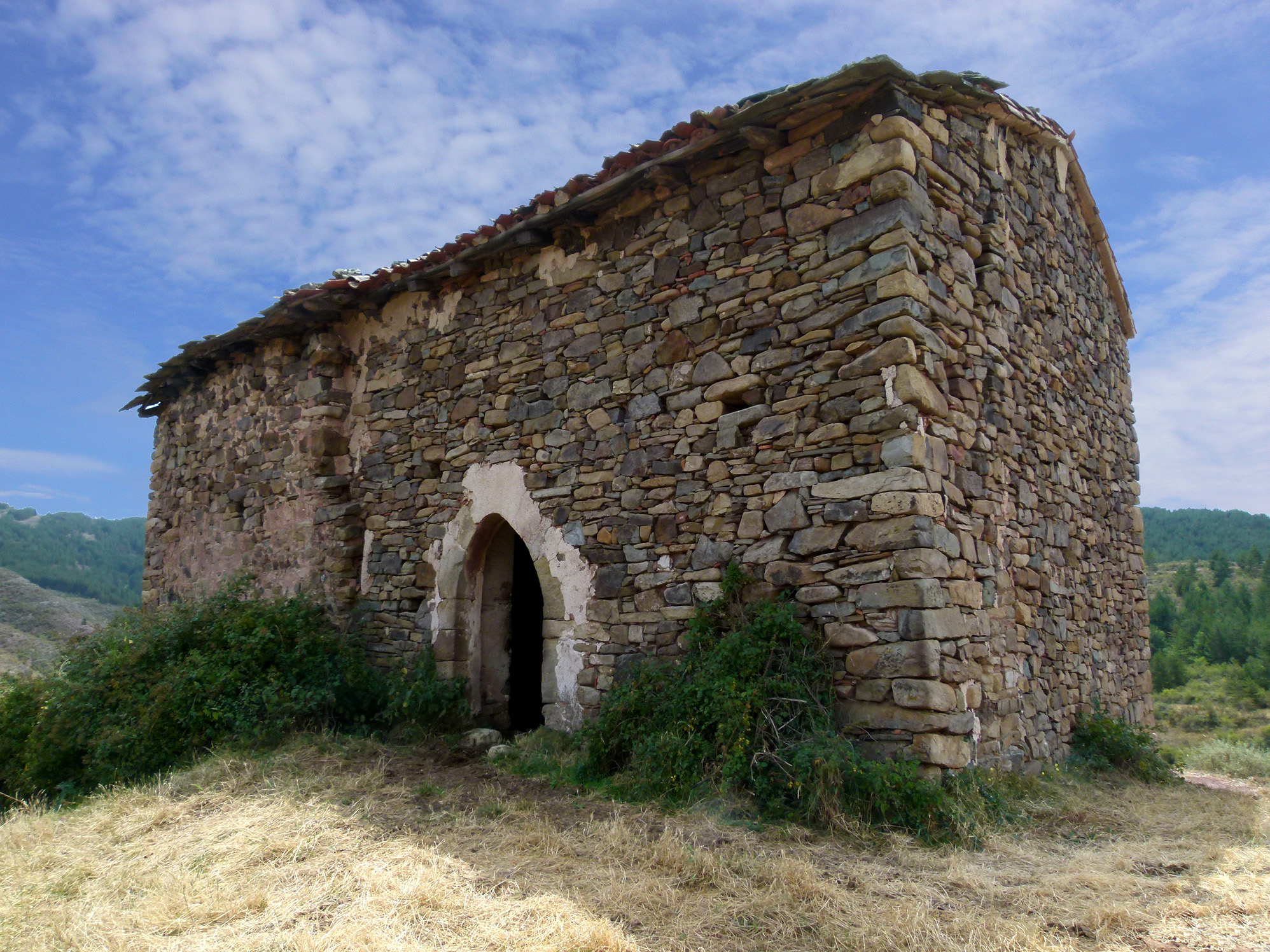
Ermita de la Virgen del Rosario

- Iglesia de la Asunción. Iglesia parroquial de la localidad. De planta de cruz latina cubierta con bóvedas de crucería, con acceso desde el porche abierto en el lado sur.  En la cabecera quedan los restos de una antigua espadaña, y a sus pies se encuentra la torre campanario, símbolo de la localidad, de planta cuadrangular y gran porte, con dos huecos en cada fachada. Ha sido restaurada recientemente en el año 2013, a iniciativa de la Asociación Sociocultural de la Ermita de Santa Ana y sufragada por la Agrupación de Desarrollo Rural (ADR) La Rioja Suroriental.[10]

- Ermita de Santa Ana. Templo de origen románico del siglo XIII, fue restaurado en el año 2006[11] a iniciativa de la Asociación Sociocultural de la Ermita de Santa Ana. Se realizaba una romería desde los pueblos cercanos como Munilla, Hornillos, Zarzosa y las aldeas de Ribalmaguillo y La Monjía. Es un voto que se realiza desde el siglo XVI por el que esta santa protegió las cosechas en varios pedriscos. Actualmente se mantiene una romería anual promovida por la Asociación Sociocultural de la Ermita de Santa Ana.
- Ermita de la Virgen del Rosario. Anteriormente bajo la advocación de Nuestra Señora de la Torre, se encuentra en el límite norte del municipio, sobre un cerro en el que el río Jubera hace un gran meandro, cercano a la localidad de Oliván.

## Fiestas y tradiciones
- Fiestas patronales de Santa Ana. Se celebraban los días 25 y 26 de julio. Las vísperas a las fiestas de Santa Ana se preparaban zurracapotes, se hacían pasacalles con gaiteros y se lanzaban cohetes anunciando las fiestas. El día de Santa Ana se realizaban "dianas" con gaiteros por la mañana, tras estas se realizaba un almuerzo popular, previo a la procesión hasta la ermita. La procesión hasta la ermita se realizaba desde La Santa, pero también desde las localidades vecinas de Munilla, Hornillos, y Zarzosa, que esperaban en la pradera con sus pendones a la llegada de la comitiva de La Santa. Se realizaba una misa y posteriores bailes. Por la noche de ambos días se realizaban bailes con orquesta en la plaza del pueblo. Actualmente se mantiene una romería anual promovida por la Asociación Sociocultural de la Ermita de Santa Ana.
- Fiestas de Gracias. A mediados de septiembre, una vez terminadas las faenas del campo se realizaba la fiesta de Gracias. Se acudía también a Santa Ana en procesión para dar gracias por la protección de los campos.
- Romería de mayo a la Virgen del Rosario. Iban en romería dos veces al año a la ermita de la Virgen del Rosario. Esta primera era el lunes de la semana de la Ascensión (mayo). Acudían los pueblos de La Santa, Ribalmaguillo y La Monjia. Cada pueblo llevaba su pendón y su cruz parroquial. Se juntaban los romeros de La Santa con los de Ribalmaguillo y La Monjia en el collado de Gudemar y todos juntos realizaban el trayecto hasta la ermita. Allí se realizaban una misa, comida y juegos populares.
- Romería de octubre a la Virgen del Rosario. La segunda romería se hacía el primer domingo del mes de octubre. El ceremonial religioso era idéntico a la romería de mayo. Acudían los tres pueblos, el ayuntamiento invitaba a vino y pagaba a un gaitero y acudían gentes de pueblos de alrededor.
- Domingo de Resurrección. Se realizaba la quema del Judas y la Judesa, al igual que en otros muchos pueblos de La Rioja. Los confeccionaban los mozos el día de Sábado Santo, y se sacaban a pasear el domingo pidiendo viandas, hasta su quema tras la misa mayor.